# Kolhapur Airport
Kolhapur Airport är en flygplats i Indien.   Den ligger i distriktet Kolhapur och delstaten Maharashtra, i den sydvästra delen av landet, 1 400 km söder om huvudstaden New Delhi. Kolhapur Airport ligger 608 meter över havet.
Terrängen runt Kolhapur Airport är platt. Runt Kolhapur Airport är det mycket tätbefolkat, med 1 361 invånare per kvadratkilometer. Närmaste större samhälle är Kolhāpur, 7,0 km nordväst om Kolhapur Airport. Trakten runt Kolhapur Airport består till största delen av jordbruksmark.